# Euphorbia bourgeana
Euphorbia bourgeana är en törelväxtart som beskrevs av Jacques Étienne Gay och Pierre Edmond Boissier. Euphorbia bourgeana ingår i släktet törlar, och familjen törelväxter. IUCN kategoriserar arten globalt som sårbar. Inga underarter finns listade i Catalogue of Life.

## Bildgalleri

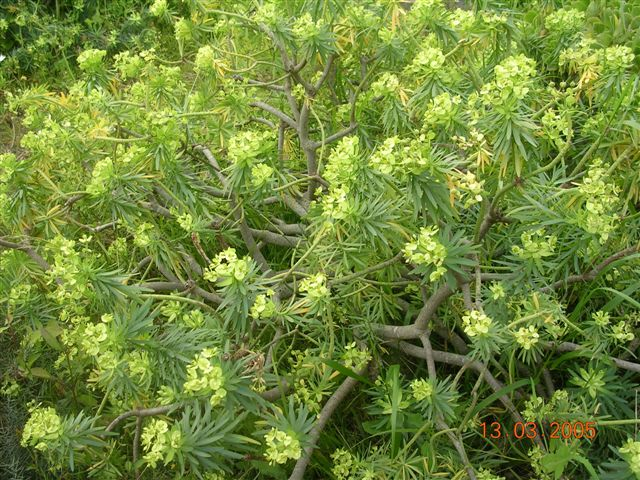
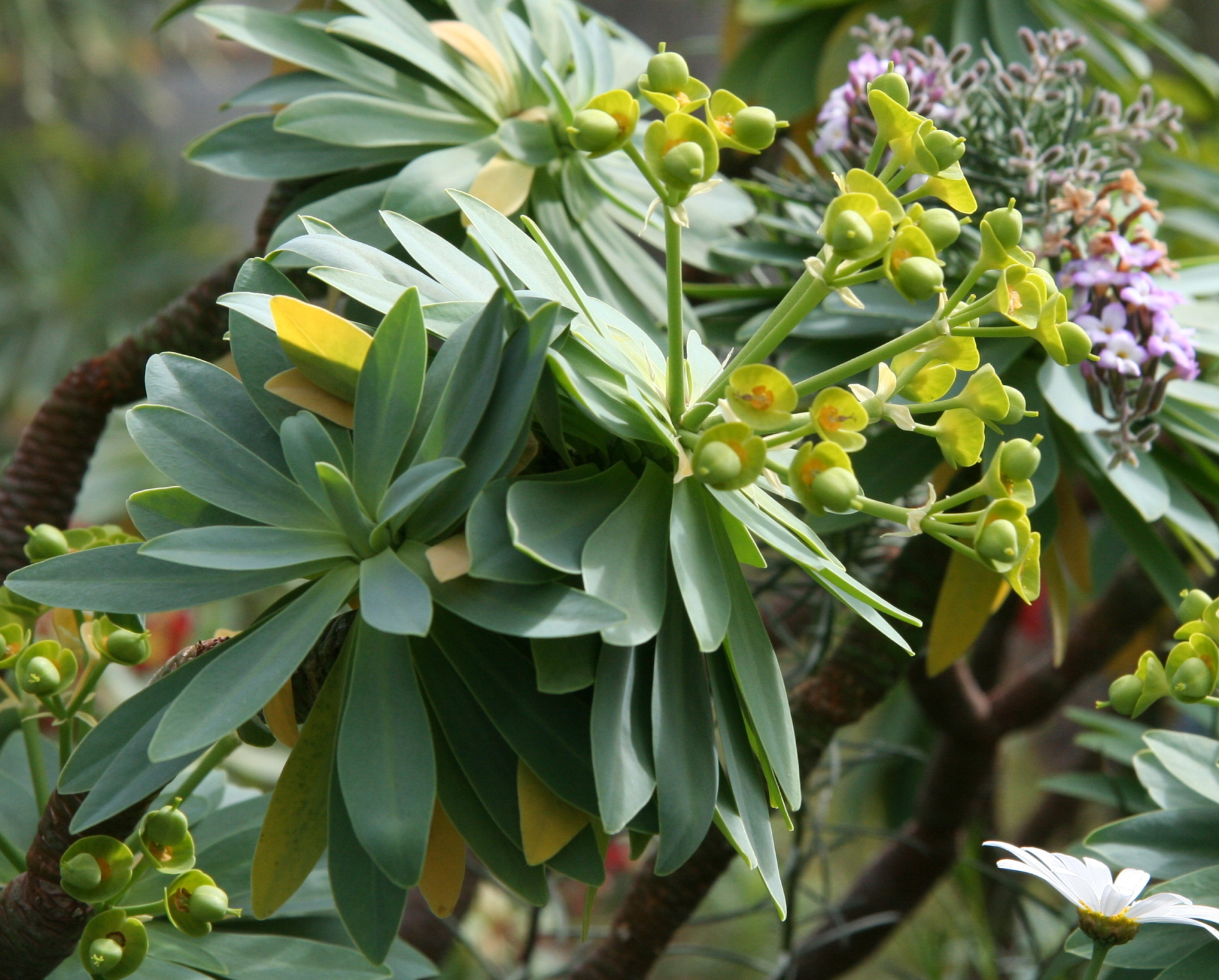
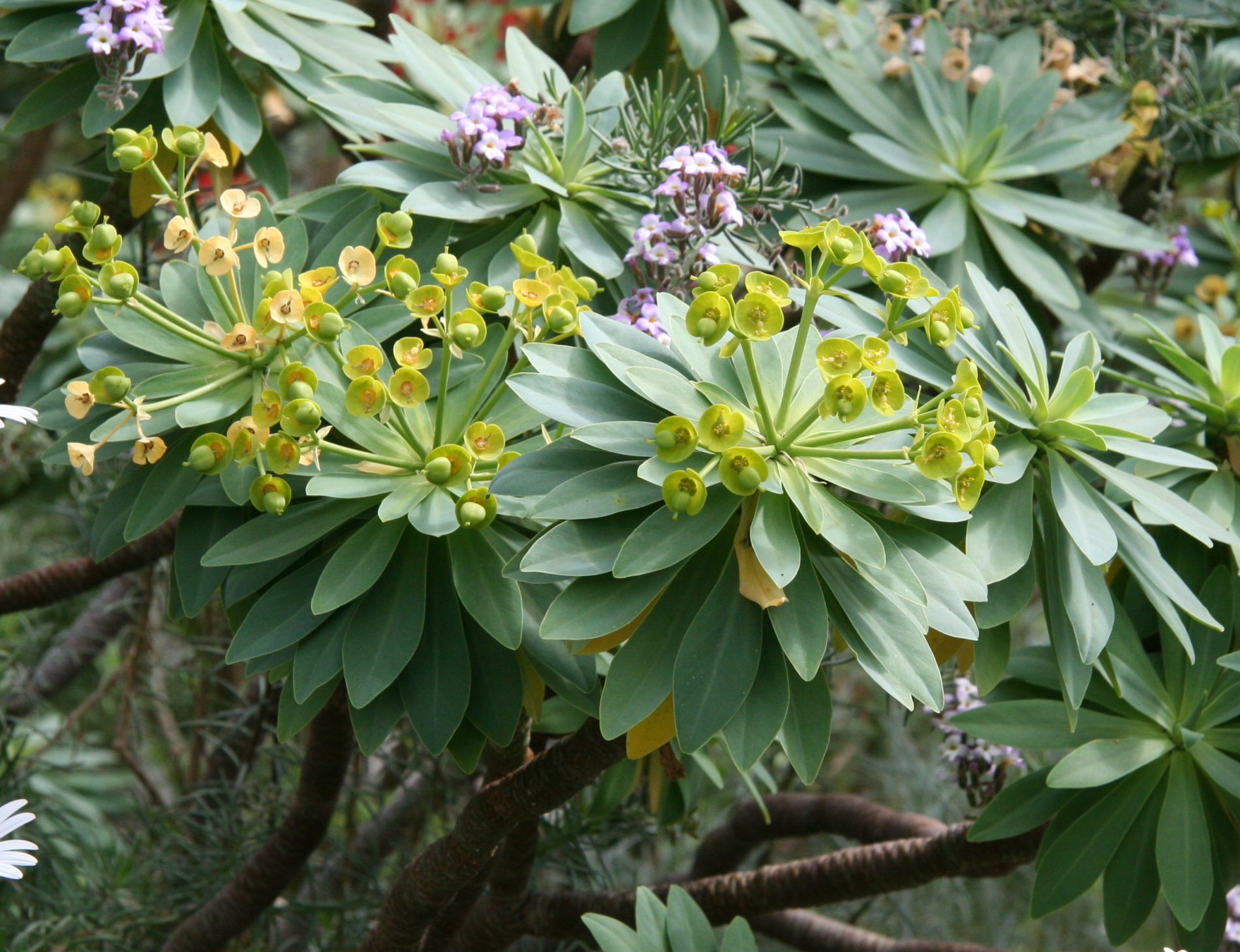
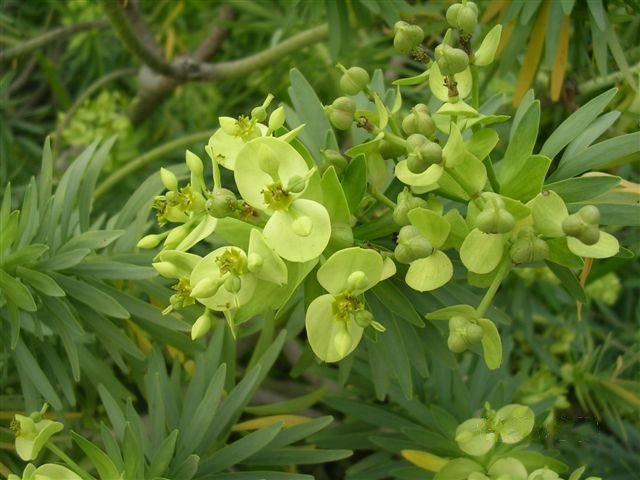